# Lettres d'amours perdues
Pour plus de détails, voir Fiche technique et Distribution.
Lettres d'amours perdues est un film français réalisé par Robert Salis et sorti en 1984.

## Fiche technique
- Titre : Lettres d'amours perdues
- Réalisation : Robert Salis
- Scénario : Robert Salis
- Photographie : Dominique Le Rigoleur
- Son : François Waledisch, Michel Mellier, Gérard Lamps et Jack Jullian
- Montage : Anita Fernández
- Musique : Nino Rota
- Société de production : Eden Films
- Pays d’origine :  France
- Durée : 98 minutes
- Date de sortie : France - 21 mars 1984

## Distribution
- Jane Guirand
- David Pontremoli